# Florian Krebs (Fußballspieler, 1999)
Florian Krebs (* 4. Februar 1999 in Berlin) ist ein deutscher Fußballspieler. Der Mittelfeldspieler steht seit Anfang des Jahres 2024 bei Inter Turku in Finnland unter Vertrag.

## Karriere
Krebs spielte in seiner Heimatstadt Berlin erst beim BFC Alemannia 90 und wurde im Anschluss im Nachwuchsleistungszentrum des Bundesligisten Hertha BSC aufgenommen. Während er in der B-Jugend noch im defensiven Mittelfeld eingesetzt wurde, bekleidete er in seinem ersten Jahr in der U19 auch häufiger die Position eines Innenverteidigers. In der Saison 2017/18 führte Krebs seine Mannschaft als Kapitän aufs Feld, absolvierte 24 Pflichtspiele und konnte 13 Scorerpunkte beisteuern. Nach einem Finalsieg über den FC Schalke gewann er mit der Mannschaft die A-Jugend-Meisterschaft.
Ab Sommer 2018 wurde der Defensivspieler in den Regionalligakader der Berliner integriert und spielte für die U19 nur noch in der UEFA Youth League, wo man ungeschlagen bis ins Achtelfinale vorstoßen konnte. Für die zweite Herrenmannschaft kam Krebs hingegen auf 26 Ligapartien sowie drei Tore und zwei Vorlagen. Ab August 2019 fiel der Berliner aufgrund einer Sprunggelenksverletzung bis zum Ende der Hinrunde aus und wurde dann innerhalb der Winterpause vom Drittligisten Chemnitzer FC verpflichtet, bei dem er einen bis Saisonende gültigen Vertrag unterschrieb. Am 29. Spieltag kam Krebs beim 0:1 der Chemnitzer in Großaspach in der Schlussphase aufs Feld. Es folgten fünf weitere, kurze Einsätze sowie der direkte Wiederabstieg mit Chemnitz.
Krebs ging den Weg in die Regionalliga Nordost nicht mit, sondern wechselte stattdessen zum Westregionalligisten Borussia Dortmund II. Konnte er dort in seiner ersten Spielzeit als Stammspieler den Aufstieg in die 3. Liga feiern, kam er in der folgenden Saison nur noch zu zwei Einsätzen. So wurde er im Januar 2022 an den finnischen Erstligisten FC Honka Espoo abgegeben. Zur Spielzeit 2024 wurde er vom Ligakonkurrenten Inter Turku verpflichtet und mit einem bis zum Spielzeitende 2025 datierten Vertrag ausgestattet.

## Erfolge
Hertha BSC U-19
- Deutscher A-Jugend-Meister 2018

Borussia Dortmund II
- Aufstieg in die 3. Liga: 2021